# Brookesia stumpffi
Brookesia stumpffi е вид влечуго от семейство Хамелеонови (Chamaeleonidae).

## Разпространение
Видът е разпространен в Мадагаскар.